# يسبر غرونكيار
يسبر غرونكيار (بالدنماركية: Jesper Grønkjær)‏، من مواليد 12 أغسطس 1977 في نوك في جرينلاند، لاعب كرة قدم دنماركي.
بدأ مسيرته الكروية مع نادي أب في عام 1995، ولعب معهم حتى عام 1998، وشارك معهم في 96 مباراة وسجل 10 أهداف، وفي عام 1998 انتقل إلى نادي أياكس أمستردام الهولندي، ولعب معهم حتى عام 2000، وشارك معهم في 55 مباراة وسجل 12 هدف، وفي عام 2000 انتقل إلى نادي تشيلسي الإنجليزي، ولعب معهم حتى عام 2004، وشارك معهم في 88 مباراة وسجل 7 أهداف، وفي عام 2004 لعب معهم نادي برمنغهام سيتي الإنجيليزي، وشارك معهم في 16 مباراة، وفي عام 2005 انتقل إلى نادي أتلتيكو مدريد الإسباني، ولعب معهم 16 مباراة، وفي موسم 2005/2006 انتقل إلى نادي شتوتغارت الألماني، ولعب معهم 25 مباراة، ومنذ عام 2006 وهو يلعب مع نادي كوبنهاغن.
و قد بدأ باللعب مع منتخب الدنمارك لكرة القدم في عام 1999.

## روابط خارجية
- يسبر غرونكيار على موقع الاتحاد الدولي (مؤرشف)  (الإنجليزية)
- يسبر غرونكيار على موقع الاتحاد الأوربي (الإنجليزية)
- يسبر غرونكيار على موقع قاعدة بيانات كرة القدم.إي يو (الإنجليزية)
- يسبر غرونكيار على موقع بيانات كرة القدم. دي إي (الألمانية)
- يسبر غرونكيار على موقع ناشيونال فوتبول تيمز (الإنجليزية)
- يسبر غرونكيار على موقع Soccerbase.com (لاعب) (الإنجليزية)
- يسبر غرونكيار على موقع Soccerway.com (الإنجليزية)
- يسبر غرونكيار على موقع عالم كرة القدم.نت (الإنجليزية)
- يسبر غرونكيار على موقع كووورة